# Dm-drogerie markt
dm-drogerie markt (обично скраћено као dm) ланац је малопродајних објеката са седиштем у Карлсруеу, који нуди козметику, предмете за здравствену негу, производе за домаћинство и здраву храну и пиће. Предузеће је основано 1973. године када је отворило своју прву продавницу у Карлсруеу.
У свом индустријском сектору, dm-drogerie markt је највећи немачки трговац на мало мерено приходима. Предузеће је познато по својим равним хијерархијским структурама и високом нивоу друштвене посвећености. Гец Вернер тврди да је добробит запослених важнија од приноса предузећа.
dm има више од 62.600 запослених у више од 3.700 продавница у дванаест европских земаља. Седамдесетих година прошлог века dm је имао продајна места само у Немачкој и Аустрији. Деведесетих година отворио је продавнице у Чешкој, Мађарској, Словенији, Словачкој и Хрватској. Током 2000-их предузеће се проширило на Србију, Босну и Херцеговину, Румунију, Бугарску, Северну Македонију и Италију.
У марту 2017, по први пут у својој историји, dm-drogerie markt је почео да продаје потрошачима ван Европе са прекограничном главном продавницом Alibaba Group-а Tmall Global у Кини. Ово проширење је иницирано и њиме управља Tmall Partner oddity Asia са седиштем у Шангају.

## Продавнице по земљама
| Земља               | Година ступања на тржиште | Број продавница |
| ------------------- | ------------------------- | --------------- |
| Немачка             | 1973.                     | 1956            |
| Аустрија            | 1976.                     | 389             |
| Мађарска            | 1993.                     | 260             |
| Словенија           | 1993.                     | 80              |
| Чешка               | 1993.                     | 228             |
| Словачка            | 1995.                     | 140             |
| Хрватска            | 1996.                     | 157             |
| Србија              | 2004.                     | 119             |
| Босна и Херцеговина | 2006.                     | 77              |
| Румунија            | 2007.                     | 95              |
| Бугарска            | 2009.                     | 100             |
| Северна Македонија  | 2012.                     | 18              |
| Италија             | 2017.                     | 74              |
| Пољска              | 2022.                     | 10              |